# Округ Секвочи (Тенеси)
Секвочи (енгл. Sequatchie County) је округ у америчкој савезној држави Тенеси.

## Демографија
По попису из 2010. године број становника је 14.112, што је 2.742 (24,1%) становника више него 2000. године.
| Група             | 2000.          | 2010.          |
| Белци             | 11.143 (98,0%) | 13.402 (95,0%) |
| Афроамериканци    | 22 (0,2%)      | 21 (0,1%)      |
| Азијати           | 15 (0,1%)      | 40 (0,3%)      |
| Хиспаноамериканци | 93 (0,8%)      | 462 (3,3%)     |
| Укупно            | 11.370         | 14.112         |